# Ciclismo nos Jogos Europeus de 2015 - Corrida em estrada feminina
A competição feminina de corrida em estrada do ciclismo nos Jogos Europeus de 2015, em Baku, ocorreu no dia 20 de junho.

## Calendário
Horário de verão do Azerbaijão (UTC+5).
| Data        | Horário | Fase  |
| ----------- | ------- | ----- |
| 20 de junho | 12:00   | Final |

## Medalhistas
| Ouro   | BLR Alena Amialiusik     |
| Prata  | POL Katarzyna Niewiadoma |
| Bronze | NED Anna van der Breggen |

## Resultado
| Pos.              | Atleta                 | Nação                    | Tempo      |
| ----------------- | ---------------------- | ------------------------ | ---------- |
| Medalha de ouro   | Alena Amialiusik       | BLR Bielorrússia         | 3h 20' 36" |
| Medalha de prata  | Katarzyna Niewiadoma   | POL Polônia              | 0"         |
| Medalha de bronze | Anna van der Breggen   | NED Países Baixos        | 0"         |
| 4                 | Ellen van Dijk         | NED Países Baixos        | +18"       |
| 5                 | Rossella Ratto         | ITA Itália               | +2' 01"    |
| 6                 | Valentina Scandolara   | ITA Itália               | +3' 41"    |
| 7                 | Annemiek van Vleuten   | NED Países Baixos        | +3' 41"    |
| 8                 | Tatiana Antoshina      | RUS Rússia               | +3' 42"    |
| 9                 | Eugenia Bujak          | POL Polônia              | +5' 17"    |
| 10                | Hanna Solovey          | UKR Ucrânia              | +5' 17"    |
| 11                | Elena Cecchini         | ITA Itália               | +5' 17"    |
| 12                | Sofie De Vuyst         | BEL Bélgica              | +5' 17"    |
| 13                | Monika Brzeźna         | POL Polônia              | +5' 17"    |
| 14                | Daniela Reis           | POR Portugal             | +5' 17"    |
| 15                | Volha Antonava         | BLR Bielorrússia         | +5' 17"    |
| 16                | Jessie Daams           | BEL Bélgica              | +5' 17"    |
| 17                | Elena Kuchinskaya      | RUS Rússia               | +5' 17"    |
| 18                | Tetyana Ryabchenko     | UKR Ucrânia              | +5' 17"    |
| 19                | Amy Pieters            | NED Países Baixos        | +5' 17"    |
| 20                | Tatsiana Sharakova     | BLR Bielorrússia         | +5' 17"    |
| 21                | Polona Batagelj        | SLO Eslovênia            | +5' 17"    |
| 22                | Martina Ritter         | AUT Áustria              | +5' 17"    |
| 23                | Urša Pintar            | SLO Eslovênia            | +5' 17"    |
| 24                | Lucinda Brand          | NED Países Baixos        | +5' 17"    |
| 25                | Daiva Tušlaitė         | LTU Lituânia             | +5' 17"    |
| 26                | Mónika Király          | HUN Hungria              | +5' 17"    |
| 27                | Tatiana Guderzo        | ITA Itália               | +5' 17"    |
| 28                | Paz Bash               | ISR Israel               | +5' 21"    |
| 29                | Aušrinė Trebaitė       | LTU Lituânia             | +5' 21"    |
| 30                | Anna Plichta           | POL Polônia              | +5' 21"    |
| 31                | Cecilie Gotaas Johnsen | NOR Noruega              | +5' 21"    |
| 32                | Olena Pavlukhina       | AZE Azerbaijão           | +5' 21"    |
| 33                | Annabelle Dreville     | FRA França               | +5' 21"    |
| 34                | Camilla Møllebro       | DEN Dinamarca            | +5' 21"    |
| 35                | Arianna Fidanza        | ITA Itália               | +5' 21"    |
| 36                | Anastasiia Iakovenko   | RUS Rússia               | +5' 21"    |
| 37                | Oxana Kozonchuk        | RUS Rússia               | +13' 33"   |
| 38                | Mia Radotić            | CRO Croácia              | +13' 33"   |
| 39                | Barbora Prudkova       | CZE Chéquia              | +13' 33"   |
| 40                | Jacqueline Hahn        | AUT Áustria              | +13' 33"   |
| 41                | Liisi Rist             | EST Estônia              | +13' 33"   |
| 42                | Sheyla Gutiérrez Ruiz  | ESP Espanha              | +13' 33"   |
| 43                | Kelly Druyts           | BEL Bélgica              | +13' 33"   |
| 44                | Tereza Medvedová       | SVK Eslováquia           | +13' 33"   |
| 45                | Sari Saarelainen       | FIN Finlândia            | +13' 33"   |
| 46                | Alena Sitsko           | BLR Bielorrússia         | +13' 33"   |
| 47                | Dana Rožlapa           | LAT Letônia              | +13' 33"   |
| 48                | Ann-Sophie Duyck       | BEL Bélgica              | +13' 33"   |
| 49                | Natalia Boyarskaya     | RUS Rússia               | +13' 33"   |
| 50                | Ana Maria Covrig       | ROM Romênia              | +13' 33"   |
| 51                | Kaat Hannes            | BEL Bélgica              | +13' 33"   |
| DNF               | Varvara Fasoi          | GRE Grécia               |            |
| DNF               | Chantal Blaak          | NED Países Baixos        |            |
| DNF               | Miriam Bjørnsrud       | NOR Noruega              |            |
| DNF               | Séverine Eraud         | FRA França               |            |
| DNF               | Caroline Ryan          | IRL Irlanda              |            |
| DNF               | Olena Demydova         | UKR Ucrânia              |            |
| DNF               | Christina Siggaard     | DEN Dinamarca            |            |
| DNF               | Fiona Dutriaux         | FRA França               |            |
| DNF               | Fanny Riberot          | FRA França               |            |
| DNF               | Soline Lamboley        | FRA França               |            |
| DNF               | Michelle Vella Wood    | MLT Malta                |            |
| DNF               | Aysenur Turgut         | TUR Turquia              |            |
| DNF               | Lejla Tanović          | BIH Bósnia e Herzegovina |            |
| DNF               | Ksenyia Tuhai          | BLR Bielorrússia         |            |
| DNF               | Paulina Guz            | POL Polônia              |            |
| DNF               | Ulfet Nazarli          | AZE Azerbaijão           |            |
| Fonte: UCI        |                        |                          |            |